# مارک استلی
مارک استلی (انگلیسی: Mark Astley؛ زادهٔ ۳۰ مارس ۱۹۶۹) بازیکن هاکی روی یخ اهل کانادا است.